# Do No Harm (Lost)
"Do No Harm" er det tyvende afsnit af tv-serien Lost. Episoden blev instrueret af Stephen Williams og skrevet af Janet Tamaro. Det blev første gang udsendt 6. april 2005, og karakteren Jack Shephard vises i afsnittets flashbacks.